# Lunca (gmina Poșaga)
Lunca – wieś w Rumunii, w okręgu Alba, w gminie Poșaga. W 2011 roku liczyła 157 mieszkańców.